# Kabu Tunong
Kabu Tunong is een bestuurslaag in het regentschap Nagan Raya van de provincie Atjeh, Indonesië. Kabu Tunong telt 696 inwoners (volkstelling 2010).